# Stenotabanus braziliensis
Stenotabanus braziliensis är en tvåvingeart som beskrevs av Chainey och Gorayeb 1999. Stenotabanus braziliensis ingår i släktet Stenotabanus och familjen bromsar. Inga underarter finns listade i Catalogue of Life.